# N.E.W.S.
N.E.W.S. je sedmnácté studiové album nizozemské hardrockové skupiny Golden Earring, vydané v roce 1984. Album vydalo hudební vydavatelství 21 Records a jeho producentem byl Shell Schellekens, který se skupinou pracoval již na předchozím albu Cut (1982). V nizozemské hitparádě se umístilo na první příčce. V americké Billboard 200 dosáhlo 107. Úspěšný byl i singl „When the Lady Smiles“.

## Seznam skladeb
Všechny skladby napsali Barry Hay a George Kooymans, s výjimkou písně „Mission Impossible“ (pouze Kooymans).
| Strana 1 (LP) | Strana 1 (LP)         | Strana 1 (LP) |
| Pořadí        | Název                 | Délka         |
| ------------- | --------------------- | ------------- |
| 1.            | Clear Night Moonlight | 3:25          |
| 2.            | When the Lady Smiles  | 5:12          |
| 3.            | Enough Is Enough      | 3:43          |
| 4.            | Fist in Glove         | 3:27          |

| Strana 2 (LP) | Strana 2 (LP)              | Strana 2 (LP) |
| Pořadí        | Název                      | Délka         |
| ------------- | -------------------------- | ------------- |
| 5.            | Mission Impossible         | 5:57          |
| 6.            | I'll Make It All Up to You | 5:22          |
| 7.            | N.E.W.S.                   | 5:18          |
| 8.            | It's Over Now              | 4:03          |

| CD     | CD                         | CD    |
| Pořadí | Název                      | Délka |
| ------ | -------------------------- | ----- |
| 1.     | Clear Night Moonlight      | 3:23  |
| 2.     | When the Lady Smiles       | 5:39  |
| 3.     | Enough Is Enough           | 3:42  |
| 4.     | Fist in Glove              | 3:25  |
| 5.     | Orwell's Year              | 4:20  |
| 6.     | N.E.W.S.                   | 5:16  |
| 7.     | I'll Make It All Up to You | 5:22  |
| 8.     | Mission Impossible         | 5:58  |
| 9.     | It's Over Now              | 4:08  |

## Sestava

### Golden Earring
- Rinus Gerritsen – baskytara, klávesy
- Barry Hay – kytara, zpěv
- George Kooymans – kytara, zpěv
- Cesar Zuiderwijk – bicí

### Ostatní
- Steve Omar – doprovodné vokály („N.E.W.S.“)
- Cees Stolk – aranžmá („Clear Night Moonlight“)

## Umístění
Album - Billboard (Severní Amerika)
| Rok  | Chart             | Pozice |
| ---- | ----------------- | ------ |
| 1984 | The Billboard 200 | 107    |